# In the Stars
In the Stars is een nummer van de Amerikaanse singer-songwriter Benson Boone uit 2022. Het is de derde single van zijn debuut-EP Walk Me Home..., en de tweede single van zijn debuutalbum Fireworks & Rollerblades.
"In the Stars" is een ballad en een hommage aan Boone's overgrootmoeder, die op 97-jarige leeftijd overleed. In het nummer bezingt Boone hoe moeilijk hij het daarmee had, maar "het lied hielp me accepteren dat ze er niet meer is", aldus Boone. Het nummer was in Amerika met een 82e positie in de Billboard Hot 100 niet heel succesvol. In Europa werd het een grotere hit. Zo bereikte het de derde positie in de Nederlandse Top 40, en de zesde in de Vlaamse Ultratop 50.

## Tracklijst
- Muziekdownload

1. "In the Stars" - 3:36